# Jack-o'-lantern

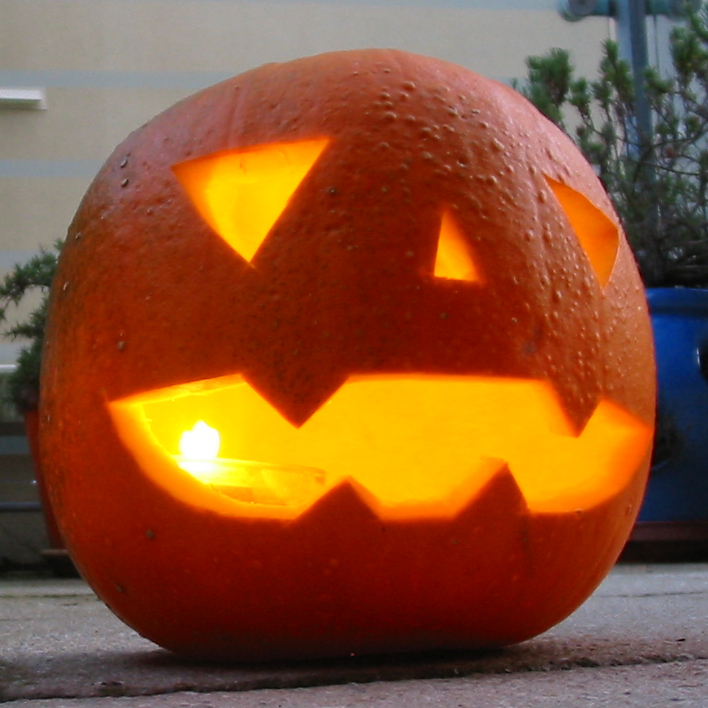
Una calabaza de Halloween estadounidense tradicional, hecha de una calabaza e iluminada desde dentro por una vela.

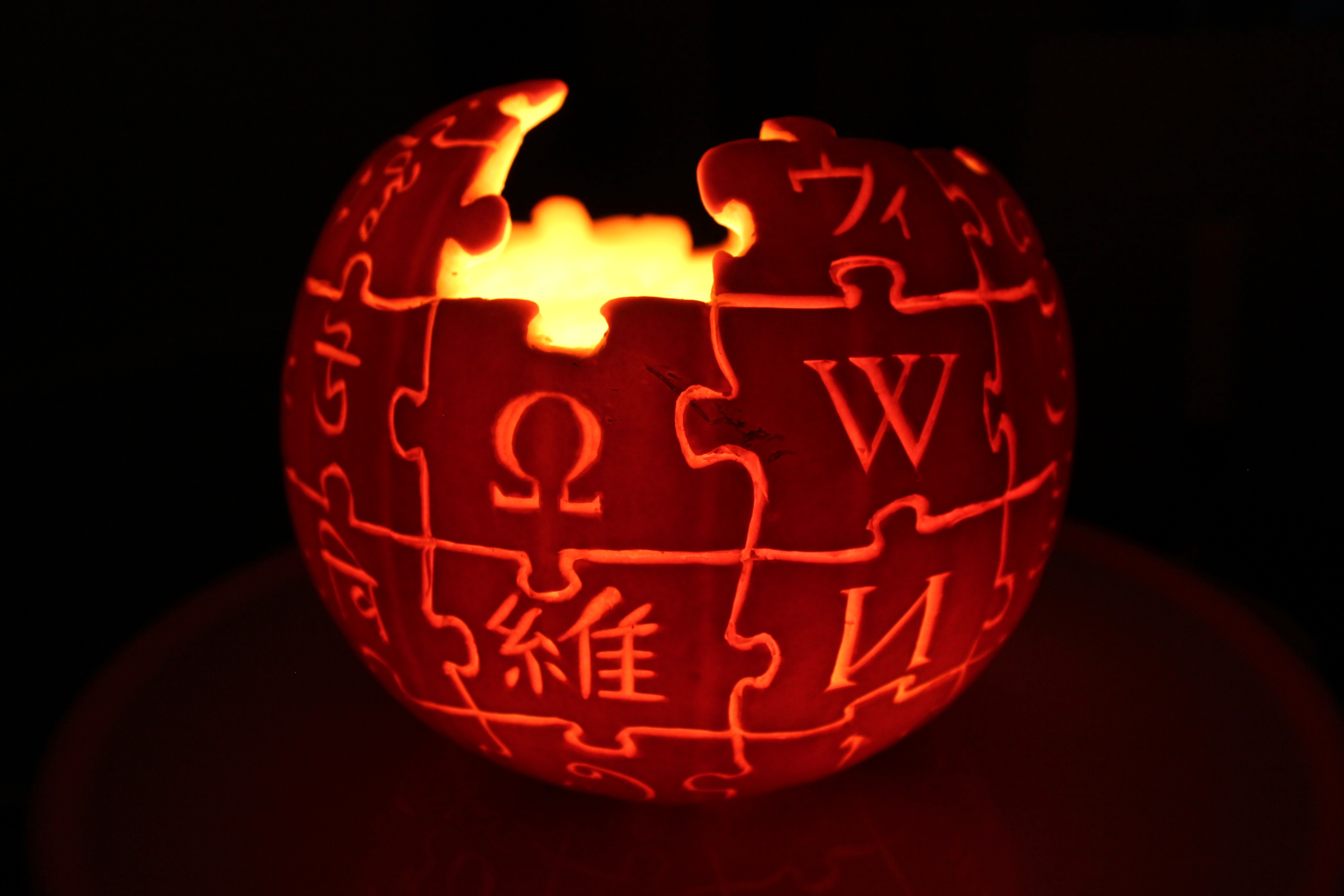
Una calabaza de Halloween con la forma del logotipo de Wikipedia.

Una calabaza de Halloween (en inglés, jack-o’-lantern) es una calabaza tallada a mano asociada a la festividad de Halloween. Su nombre en inglés, cuya traducción literal sería «el farol de Jack», proviene del fenómeno natural conocido como fuego fatuo. Para hacer una calabaza de Halloween generalmente se obtiene una calabaza gigante, se le quita la parte superior a modo de tapa, y luego se extrae la pulpa de su interior; sobre la superficie exterior se talla una imagen, generalmente un rostro monstruoso. Durante la noche se coloca una vela encendida en su interior para crear un efecto luminoso. El término jack-o'-lantern no es muy común fuera de Irlanda, aunque sí lo es la práctica de tallar calabazas por Halloween. La calabaza de Halloween también está muy ligada a la costumbre celta del coco.

## Folclore
Existe un viejo relato popular irlandés que habla de Jack, un tacaño pero astuto granjero que usó una cruz para atrapar al diablo. Una de las versiones cuenta que Jack engañó al diablo haciéndole subir a un manzano, y luego puso rápidamente cruces alrededor o talló una cruz en el tronco, para que el diablo no pudiera bajar.
Otra versión del mito dice que Jack estaba siendo perseguido por algunos aldeanos a quienes había robado cuando se encontró con el diablo, quien le dijo que había llegado el momento de su muerte. Sin embargo, el ladrón retrasó su suerte tentando al diablo a castigar a los aldeanos que le perseguían alegando que eran fieles a Dios. Jack le dijo al diablo (quien podía adoptar cualquier forma) que se convirtiera en una moneda con la cual pagaría por los bienes robados; después, cuando la moneda/diablo desapareciera misteriosamente, los aldeanos se pelearían entre sí para averiguar quién la había robado. El diablo accedió a la propuesta: se convirtió en una moneda de plata y saltó al saco que Jack llevaba, solo para encontrarse junto a una cruz que el ladrón también había robado en la aldea. Jack cerró bien el bolso y la cruz privó al diablo de sus poderes; y así lo atrapó. En ambos mitos, Jack solo deja ir al diablo cuando este accede a no llevarse su alma jamás. Después de un tiempo Jack muere, como cualquier otro ser viviente. Por supuesto, su vida había sido demasiado pecaminosa como para poder entrar en el cielo; no obstante, el diablo había prometido no llevarse su alma, y así quedó también fuera del infierno. En ese momento Jack no tenía a donde ir. Se preguntó cómo podría ver hacia dónde se dirigía, ya que no tenía luz alguna, y el diablo le arrojó, a modo de burla, una brasa que nunca dejaría de arder, ya que era una brasa de fuego del infierno. Jack ahuecó uno de sus nabos (su comida favorita), puso la brasa en su interior y comenzó a vagar eternamente y sin rumbo por todo el mundo para encontrar un lugar donde finalmente descansar. Entonces pasó a ser conocido como Jack el del Farol (en inglés, Jack-o’-Lantern). El farol de Jack en Irlanda y Escocia  era un nabo tallado con la supuesta cara tenebrosa de Jack, que solían colocar en las ventanas para ahuyentar al diablo y a todo espíritu maligno de sus hogares; en el norte de España también se ahuecaban nabos y se colocaban velas para marcarles el camino a las almas hacia su regreso a la luz y descanso junto al dios sol.
La leyenda tiene varias versiones:
- Algunas incluyen un «hombre sabio y bueno», o incluso a Dios mismo ayudando a Jack a prevalecer sobre el diablo.
- Hay varias versiones del acuerdo entre Jack y el diablo. Algunas dicen que el trato era solo temporal pero el diablo, avergonzado y vengativo, niega la entrada de Jack al infierno después de que este muera.
- Jack es considerado un hombre codicioso y es rechazado tanto en el cielo como en el infierno, mientras que al diablo no se lo menciona siquiera.
- En otras versiones, Dios le da a Jack el nabo.
- Una variante afroamericana sostiene que Jack, llamado Gran Dieciséis, consigue matar al diablo, siendo posteriormente rechazado en el infierno por la viuda del mismo.

Más allá de lo pintoresco de estas leyendas, el término jack-o’-lantern se refirió originalmente a un vigilante nocturno, u hombre con farol, siendo conocido su uso a partir de mediados del siglo XVIII; y más tarde se aplicó al fenómeno de los fuegos fatuos. En Labrador y Terranova, los nombres Jacky Lantern y Jack the Lantern se refieren a los fuegos fatuos en vez de a la calabaza tallada.

## Cuestiones sobre su origen
Por toda Irlanda y Gran Bretaña existe la antigua tradición de tallar faroles a partir de vegetales, particularmente de ciertas variedades de nabos y remolachas. Pero en 1837 empezó a aplicarse el término jack-o’-lantern a los faroles hechos con vegetales, comenzando estos a asociarse específicamente a Halloween a partir de 1866. Aun así, esta conexión entre la jack-o’-lantern y Halloween se originó en Irlanda o Gran Bretaña, aunque hay niños que celebran esta fiesta sin ser conscientes de su origen o de su historia.
Además, cuando fue transmitida esta tradición a Estados Unidos y Canadá, no existía una plantación de nabos o remolachas, pero en cambio había un exceso de calabazas, por lo que los norteamericanos decidieron tomar esta hortaliza para hacer las calabazas de Halloween.
El historiador David J. Skal escribió:
Aunque todo registro moderno sobre la festividad reivindica los faroles tallados en vegetales como un componente tradicional de las celebraciones de Halloween en las islas británicas, no se dispone de fuentes primarias que lo avalen. De hecho, ninguno de los mayores registros del siglo XIX de las festividades y tradiciones populares británicas hacen mención alguna de faroles tallados en conexión con Halloween; ni tampoco lo hace ninguna documentación estándar de principios del siglo XX.
En Francia existe una tradición similar. Los llamados guénel, faroles tallados a partir de la remolacha usados popularmente en el défilé des guénels, que se celebra durante el mes de diciembre muy cerca de la Navidad.
En casi toda España se usaban tradicionalmente calabazas talladas con forma de cara e iluminadas con velas, en ocasiones también nabos, casi siempre relacionadas con referencias a los difuntos; se hacían servir principalmente en la fiesta de Todos los Santos, pero a veces se encuentran usos sin relación directa con ella, entre octubre y noviembre. Estas tradiciones han llegado aún vivas en la actualidad en algunas localidades aisladas, pero en su mayoría se han perdido. Se conoce su uso en Cantabria, Galicia y Castilla y León, Asturias, Castilla-La Mancha, Extremadura, Cataluña o Aragón. En algún caso han sido recuperadas, como la Carbassada de Ripoll. La tradición se puede remontar por testimonios orales o literarios al siglo XIX, pero no hay citas documentales anteriores explícitas.
En Cerdeña se ha conservado una tradición similar de calabazas iluminadas el día de Todos los Santos, las conca e mortu, aunque también la hay sin relación con los difuntos: en otra tradición los niños llevan calabazas iluminadas en la fiesta de San Andrés, al final de noviembre.
En diversas partes de la Italia continental se conocen también tradiciones similares: se encuentran en el Piamonte, la Liguria, la Campania, el Friuli, la Emilia-Romaña, el alto Lacio o la Toscana, donde la calabaza era denominada Zozzo.
El hecho de que estas tradiciones se extiendan en el Mediterráneo, y en territorios que no albergaron culturas celtas, ha levantado las dudas sobre las teorías tradicionales sobre su origen. Recientemente se ha suscitado la teoría de que estas calabazas son las descendientes de los faroles sepulcrales romanas, luces encendidas como ofrendas a las ánimas vagantes de los difuntos que se realizaban en el festival romano dedicado a los difuntos, las feralia lucem, que sería el origen del término ferale usado en Italia para referirse a los faroles (del latín fero, «ofrecer»).

## Récords mundiales de talla de calabaza y festivales
Durante mucho tiempo, la ciudad estadounidense de Keene (Nuevo Hampshire) ostentó el récord mundial de calabazas de Halloween talladas e iluminadas a la vez en un mismo lugar. Para batir el récord, la marca estadounidense Life is Good participó, junto con Camp Sunshine, en un campamento para niños con enfermedades graves y sus familias. El 15 de septiembre de 2005 se volvió a batir el récord cuando se encendieron simultáneamente 30 128 calabazas de Halloween en Boston (Massachusetts, Estados Unidos).

## Cultura popular
También aparece como villano en algunos cómics de Marvel. Aparece en la serie The Grim Adventures of Billy & Mandy como uno de los antagonistas principales aunque apareció en una película.
En Guilty Gear XRD: Revelator, uno de los personajes jugables se llama Jack-O' Valentine en honor a este personaje.